# Mathaisemarkt

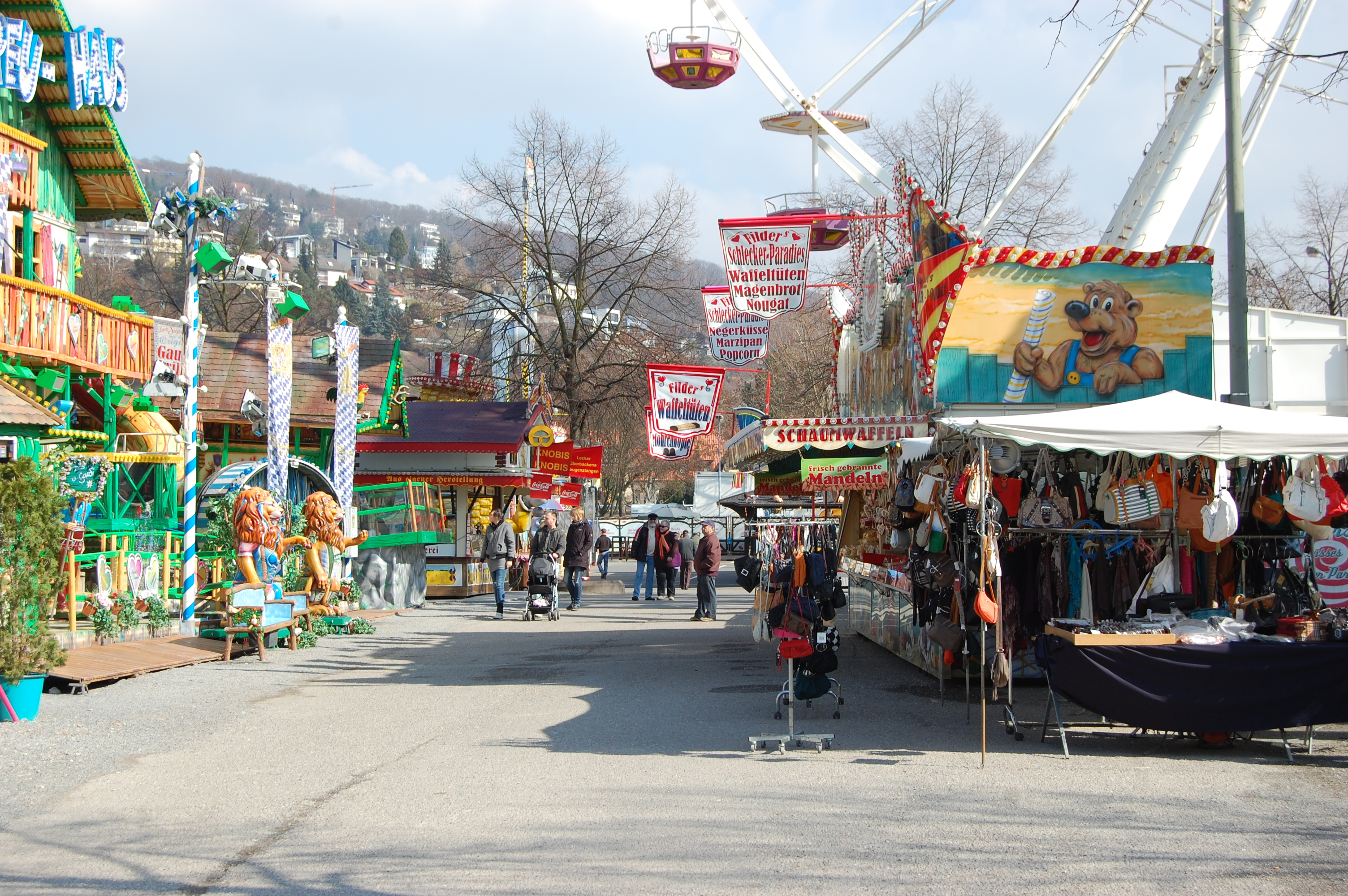
Mathaisemarkt 2012

Der Mathaisemarkt ist ein traditionsreiches Frühlingsfest in Schriesheim bei Heidelberg. Als größtes und erstes Weinfest der Region zieht der Mathaisemarkt alljährlich in den ersten März-Wochen hunderttausende Besucher nicht nur aus dem Rhein-Neckar-Dreieck an. Neben Fahrattraktionen und Festzelten gibt es zahlreiche Verkaufsstände und Buden auf dem stets gutbesuchten Volksfest.

## Geschichte
Der Mathaisemarkt in der Stadt Schriesheim, das erste große Frühlingsfest an der Bergstraße, hat eine lange Geschichte.
Im Jahre 1579 erhielt Schriesheim von Ludwig VI. das Privileg zwei Märkte abzuhalten, einen am Namenstag des Matthias (24. Februar) und einen am Jakobstag (25. Juli). Die Urkunde darüber trägt den Titel: „Befreiung der Statt Schrießheim zweier Jarmärckt vf Jacobj vnd Matthiae Apostolj“. Der erste Mathaisemarkt fand dann im Jahre 1580 statt. Durch dieses Privileg wurde Schriesheim wieder ein Marktflecken. Bis kurz nach dem Verlust seiner Stadtrechte hatte Schriesheim schon einmal das Recht gehabt, Märkte abzuhalten.
Noch bis 1692 fand der Mathaisemarkt wirklich am 24. Februar statt. 1789 wurde der Mathaisemarkt bereits am ersten Dienstag im März abgehalten. Damals war der Markt auch ein sehr großer Vieh- und vor allem auch Pferdemarkt, bei dem 1.300 Stück Vieh und 500 Pferde aufgetrieben wurden. 1840 waren bereits 113 Verkaufsbuden auf dem Mathaisemarkt aufgestellt, um 1850 dann mehr als 200. Damals reisten die Händler schon am Freitag und Samstag vor der Eröffnung am Dienstag an.
Ab 1925 wurden zusätzlich landwirtschaftliche Ausstellungen auf dem Mathaisemarkt abgehalten. 1926 begann der Markt bereits am Sonntag und dauerte bis Dienstag (Volksfestcharakter). Die Tendenz, den Beginn nach vorne zu verlegen, hielt auch in den nachfolgenden Jahrzehnten an. Nach 1970 wurde der Mathaisemarkt sogar auf zwei Wochenenden verteilt: von Samstag bis Dienstag und von Freitag bis Sonntag.
Die um 1960 abgebrochene Tradition eines Pferdemarktes wurde in den 1980er Jahren bewusst wieder aufgenommen. Zu Kriegszeiten wurde der Mathaisemarkt oft ausgesetzt. So auch im Jahre des zweiten Golfkriegs 1991, eine seinerzeit umstrittene Entscheidung. 2004 konnte der Mathaisemarkt sein 425. Jubiläumsjahr feiern (1579–2004). Seit 2006 wird das erste Frühlingsfest an der Bergstraße von Freitag bis Dienstag und von Freitag bis Sonntag begangen.